# Švédsko na Zimních olympijských hrách 1984
Švédsko na Zimních olympijských hrách 1984 v Sarajevu reprezentovalo 67 sportovců, z toho 54 mužů a 13 žen. Nejmladším účastníkem byla Johan Wallner (19 let, 6 dní), nejstarším pak Carl-Erik Eriksson (53 let, 273 dní). Reprezentanti vybojovali 8 medailí, z toho 4 zlaté 2 stříbrné a 2 bronzové.

## Medailisté
| Medaile | Jméno | Sport          | Disciplína             |
| ------- | --- | -------------- | ---------------------- |
| Zlato   | Gunde Svan | Běh na lyžích  | muži 15 km             |
| Zlato   | Thomas Wassberg | Běh na lyžích  | muži 50 km             |
| Zlato   | Thomas Wassberg Gunde Svan Jan Ottosson Benny Kohlberg | Běh na lyžích  | muži štafeta 4 x 10 km |
| Zlato   | Tomas Gustafson | Rychlobruslení | muži 5 km              |
| Stříbro | Gunde Svan | Běh na lyžích  | muži 50 km             |
| Stříbro | Tomas Gustafson | Rychlobruslení | muži 10 km             |
| Bronz   | Gunde Svan | Běh na lyžích  | muži 30 km             |
| Bronz   | Rolf Ridderwall Göte Wälitalo Michael Hjälm Peter Gradin Mats Hessel Tomas Sandström Thomas Rundqvist Bo Ericson Pelle Eklund Michael Thelvén Mats Thelin Lars-Håkan Nordin Göran Lindblom Tommy Mörth Jens Öhling Håkan Södergren Mats Waltin Håkan Nordin Thomas Åhlénd Thom Eklund Håkan Eriksson | Lední hokej    | Družstvo mužů          |